# Paratettix simoni
Paratettix simoni är en insektsart som beskrevs av Bruner, L. 1900. Paratettix simoni ingår i släktet Paratettix och familjen torngräshoppor. Inga underarter finns listade i Catalogue of Life.